# Ladgerda
Ladgerda o Lathgertha fue un personaje histórico vikingo que se dio a conocer gracias a su valentía y por sus grandes dotes de lucha y tácticas de guerra. Por ello se le concibió la denominación de skjaldmö, semi-legendaria guerrera vikinga o incluso valquiria. Nació en Dinamarca y fue la mujer del afamado Ragnar Lodbrok. Gracias a antiguos documentos como los cantares de gesta o la creación de documentales y sagas podemos saber más sobre ella, aunque su veracidad puede llegar a ser dudosa ya que se combina realidad con hechos legendarios.

## Leyenda
Ladgerda fue una gran guerrera vikinga originaria de Dinamarca, más concretamente de Selandia, actualmente la isla de mayor tamaño de país, quien se casó con el famoso Ragnar Lodbrok.
Esta, para conseguir el título de gran guerrera, pasó por varias etapas. Todo empezó cuando un caudillo que se conocía como Frodo conquistó Noruega, hacia el año 840, y mató al jarl Siward, quien en aquella época era quien gobernaba. Tras esto, el conquistador mandó a todas las mujeres que tenían lazos familiares con el antiguo jarl a un burdel donde serían violadas por todos los hombres que lo desearan. Fue ahí cuando el vikingo Ragnar Lodbrok, al enterarse de dicho asesinato, viajó a la ciudad de Selandia para hacer justicia al jarl, quien aparentemente era abuelo de Ragnar. Mientras se enfrentaba a Frodo con su ejército, las mujeres reclusas de burdel logran escapar disfrazándose con indumentaria masculina. Algunas decidieron unirse a la batalla, como es el caso de nuestra protagonista, quien quiso acabar con el invasor. En la batalla causó un gran impacto debido a su valentía y fuerza, y por ello se la identificó como skjaldmö. Fue ahí cuando Ragnar, su futuro marido, se enamoró de ella.

## Ragnar Lodbrok
Tras la gran batalla contra el conquistador de Selandia, Frodo, Ragnar se enamoró de la valiente guerrera Ladgerda, pero ella no se lo puso nada fácil.

Ladgerda, una sorprendente y preparada skjaldmö quien, como mujer, tuvo el coraje de un hombre, luchando al frente entre los más valerosos, con su largo cabello sobre los hombros. Todos se sorprendían de sus insuperables hazañas, pues los mechones de cabellos que caían sobre su espalda revelaban su condición de mujer.

Hay un mito el cual dice que, para poderle pedir la mano, esta dejó en su puerta un perro feroz y un gran oso salvaje. El caudillo, al encontrarse con estos animales en su puerta, primero estranguló al perro y acto seguido mató al oso. Abrió la puerta y le pidió matrimonio. Gesta Danorum cita a un hijo llamado Fridleif, y dos hijas, pero esa descendencia en común no aparece en ningún otro relato o saga.

## Divorcio y alianza militar
Ragnar Lodbrok en uno de sus viajes a Suecia conoció a la bella Thora o también llamada Asloug o Kraka. Tras esto, rompieron su matrimonio y Ladgerda volvió a su hogar. A pesar de la ruptura ambos mantuvieron buena relación, incluso, en la guerra civil volvió a Dinamarca donde estaba Ragnar para apoyarle con una gran flota compuesta por 120 barcos, pero no fue ella su única ayuda pues estrechó alianzas en Vestfold y Angeln.

[…] con gran vitalidad en contradicción con el pequeño margen de su oferta, despertó el temple de la vacilante soldadesca por una espléndida muestra de valentía. Ella literalmente voló alrededor de la retaguardia del enemigo desprevenido en una maniobra de círculos y llevando al pánico al campamento de sus adversarios.

El papel de esta fue decisivo para conseguir la victoria en la dura batalla conocida como la batalla de Laneus no solo por sus grandes dotes de guerra sino por sus maniobras tácticas. Consistían en rodear al enemigo en el momento que menos se espera. Hay un mito de esta batalla donde se cuenta que, tras la muerte de unos de los hijos de Ragnar que luchaba en la batalla, Siward, Ladgerda alzó sus alas de valquiria y voló sobre los enemigos consiguiendo así la victoria.
Tras la dura guerra, existen varias teorías como que volvió a Noruega donde asesinó a su futuro marido aprovechando el momento conyugal, o lo mató con una lanza oculta en sus piernas tras enemistarse con él. En ambos casos acaba convirtiéndose en Jarl del lugar.

[…] para esta presuntuosa dama le pareció más agradable gobernar sin su marido que compartir el trono con él.

## Cultura popular
Como muchos personajes históricos, se han creado series, películas, documentales y libros sobre los famosos guerreros nórdicos, y sin duda existen sobre Ladgerda. Una de las referencias más populares es la serie coproducida entre Canadá e Irlanda Vikings, creada en 2013 para el canal de televisión History. En ella podemos ver todas las características típicas de Ladgerda, ya sean sus dotes de guerrera como sus tácticas de estrategia al igual que su fuerza física y mental. En la serie está representada por la actriz Katheryn Winnick, la cual representa un icono de mujer guerrera.